# Coleophora nigrostriata
Coleophora nigrostriata é uma espécie de mariposa do gênero Coleophora pertencente à família Coleophoridae.